# Pejman Montazeri
Pejman Montazeri (en persa: پژمان منتظری‎; Ahvaz, Juzestán, 6 de septiembre de 1983) es un exfutbolista iraní que jugaba en la demarcación de defensa.

## Biografía
Después de jugar en el filial, en 2004 debutó como futbolista con el Foolad F. C. La misma temporada de su debut ganó la Iran Pro League. Tras seis goles en 89 partidos totales, fichó por el Esteghlal F. C. Con el club ha llegado a jugar un total de 256 partidos y haber marcado 15 goles. Además ganó la Iran Pro League en 2009 y en 2013. También ganó la Copa Hazfi, en 2008 y en 2012. Finalmente en 2014 fichó por el Umm-Salal S. C. catarí, y en 2015 hizo lo propio con el Al-Ahli Doha. En 2017 regresó al Esteghlal F. C. abandonando el club al finalizar la temporada 2018-19. El 5 de agosto de 2019 firmó por un año con el Al Kharaitiyat S. C. catarí. Finalmente estuvo cuatro y en julio de 2023 puso fin a su carrera.

## Selección nacional
Hizo su debut con la selección de fútbol de Irán el 19 de diciembre de 2008 en un partido amistoso contra China. Fue elegido como uno de los 23 jugadores que disputarían la Copa Mundial de fútbol de 2014 para representar a Irán bajo las órdenes de Carlos Queiroz. En junio de 2019 anunció su retirada de la selección.

### Goles internacionales
| # | Fecha                   | Sede                                  | Oponente           | Gol | Resultado | Competición |
| - | ----------------------- | ------------------------------------- | ------------------ | --- | --------- | ----------- |
| 1 | 5 de octubre de 2011    | Estadio Azadi, Teherán, Irán          | Palestina          | 5–0 | 7–0       | Amistoso    |
| 2 | 10 de noviembre de 2016 | Estadio Shah Alam, Shah Alam, Malasia | Papúa Nueva Guinea | 3-1 | 8-1       | Amistoso    |

## Clubes
| Club                 | País  | Año       | Partidos | Goles |
| -------------------- | ----- | --------- | -------- | ----- |
| Foolad F. C.         | Irán  | 2004-2007 | 89       | 6     |
| Esteghlal F. C.      | Irán  | 2007-2014 | 256      | 15    |
| Umm-Salal S. C.      | Catar | 2014-2015 | 40       | 3     |
| Al-Ahli Doha         | Catar | 2015-2017 | 33       | 1     |
| Esteghlal F. C.      | Irán  | 2017-2019 | 55       | 1     |
| Al Kharaitiyat S. C. | Catar | 2019-2023 | 23       | 0     |

## Palmarés

### Campeonatos nacionales
| Título          | Club            | País | Año  |
| --------------- | --------------- | ---- | ---- |
| Iran Pro League | Foolad F. C.    | Irán | 2005 |
| Copa Hazfi      | Esteghlal F. C. | Irán | 2008 |
| Iran Pro League | Esteghlal F. C. | Irán | 2009 |
| Copa Hazfi      | Esteghlal F. C. | Irán | 2012 |
| Iran Pro League | Esteghlal F. C. | Irán | 2013 |